# Callipallene tiberi
Callipallene tiberi är en havsspindelart som först beskrevs av Dohrn, A. 1881.  Callipallene tiberi ingår i släktet Callipallene och familjen Callipallenidae. Inga underarter finns listade.